# Frédéric Daquin
Frédéric Daquin (Bordeaux, 23 settembre 1978) è un ex calciatore francese, di ruolo centrocampista.

## Carriera

### Club
Esterno destro, conta una presenza in Ligue 1 e 29 incontri nella massima divisione scozzese.